# Абрамовка (Еврейская автономная область)
Абра́мовка — село в Облученском районе Еврейской автономной области России. Входит в Известковское городское поселение.

## География
Село Абрамовка расположено на Транссибирской магистрали, в двух километрах южнее села проходит автотрасса Чита — Хабаровск.
Село Абрамовка стоит на реке Кимкан (правый приток реки Кульдур, бассейн Биры).
Дорога к селу Абрамовка идёт от автотрассы Чита — Хабаровск через село Снарский.
Расстояние до административного центра городского поселения пос. Известковый — около 6 км (на восток по автотрассе Чита — Хабаровск).

## Население
| 2002 | 2010 |
| ---- | ---- |
| 1    | →1   |